# 卡里薩爾 (委內瑞拉)
10°20′53″N 66°59′34″W / 10.34806°N 66.99278°W
卡里薩爾（西班牙語：Carrizal），是委內瑞拉的城鎮，位於該國北部米蘭達州，是卡里薩爾市的首府，處於洛斯特克斯和聖安東尼奧德洛斯阿爾托斯之間，海拔高度1,300米，2011年人口50,828。